# Municipio de Pánuco (Veracruz)
El municipio de Pánuco (del náhuatl: Panokko ‘El pasadero’) es uno de los 212 municipios que integran el estado mexicano de Veracruz de Ignacio de la Llave, ubicado en el extremo norte del estado, localizada en la región de la Huasteca Alta, su cabecera es la ciudad de Pánuco y forma parte de la zona metropolitana de Tampico.

## Historia
Pánuco fue fundada por Hernán Cortés el 26 de diciembre de 1522, como Villa de Santiesteban del Puerto, el segundo ayuntamiento sobre el continente americano. Se elevó a la categoría de ciudad el 30 de junio de 1931. Cada 26 de diciembre se conmemora dicha fundación. Además de ser una ciudad que colinda con los estados de Tamaulipas y San Luis Potosí.

## Geografía
Pánuco se encuentra localizado en el extremo norte del estado de Veracruz, en los límites con los de San Luis Potosí y Tamaulipas; tiene una extensión territorial de 3,277.81 kilómetros cuadrados que representan el 4.50% del total del estado. Limita al este con el municipio de Pueblo Viejo y con el municipio de Tampico Alto, al sureste con el municipio de Ozuluama, al sur con el municipio de Tempoal y al suroeste con el municipio de El Higo; al oeste limita con el municipio de Ébano y el suroeste con el municipio de San Vicente Tancuayalab, así como en dos pequeñas secciones con el municipio de Tamuín, los tres del estado de San Luis Potosí y al norte limita con el municipio de Altamira, el municipio de González y el municipio de El Mante, en el estado de Tamaulipas.

### Orografía e hidrografía

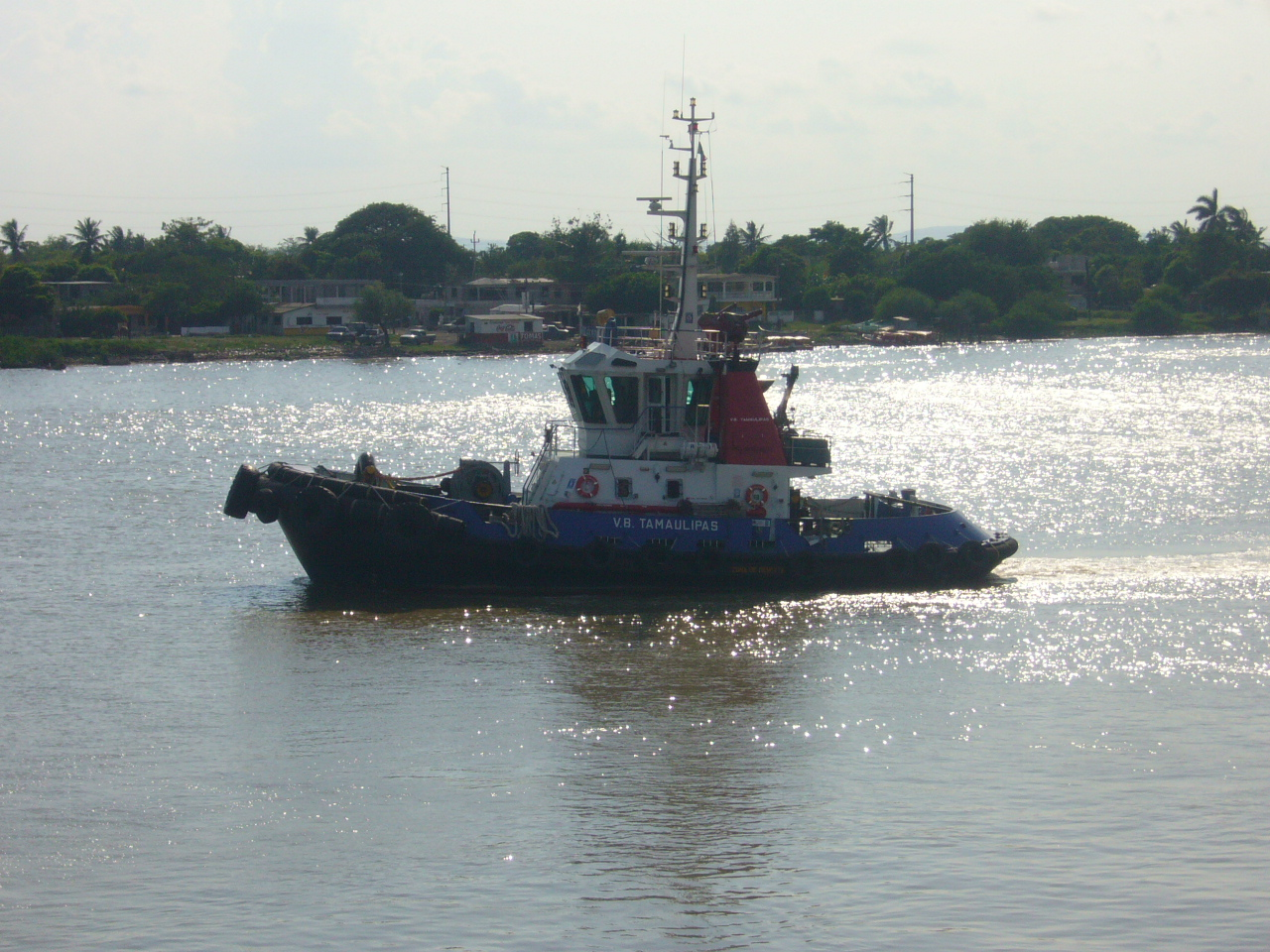
Río Pánuco

El municipio de Pánuco es esencialmente plano, se encuentra localizado en la denominada Llanura Huasteca y tiene un promedio de altitud de 10 metros sobre el nivel del mar, hacia la zona norte se encuentran algunos lomeríos que ondulan el territorio, el único punto que llegar a alcanza 100 metros sobre el nivel del mar se encuentra al centro del municipio y es denominado Cerro el Carrizal. Fisiográficamente, todo el territorio se encuentra en la Provincia fisiográfica VIII Llanura costera del Golfo Norte y la Subprovincia fisiográfica 36 Llanuras y lomeríos.
El territorio municipales sumamente rico en el ámbito hidrológico, su principal corriente es el río Pánuco, uno de los más caudalosos de México y que recorre el municipio en sentido suroeste-noreste, pasando por la cabecera municipal, el segundo río en importancia del territorio es el río Tamesí, un afluente del Pánuco y que se encuentra en el norte del municipio marcando el límite estatal con Tamaulipas, existen además numerosas lagunas, entre ellas la Laguna Las Pintas, Laguna Quintero, Laguna Jopoy, Laguna La Tortuga, Laguna Mayorazgo y Laguna del Chairel, ubicadas todas al norte junto al río Tamesí, además se encuentra la Laguna La Chila, Laguna Morland, Laguna Nacatá, Laguna Tanchicuin, Laguna Las Olas y Laguna Montesillos ubicadas al centro del municipio y finalmente la Laguna Paso de Piedras en el extremo sur del territorio.
El municipio se encuentra dividido entre tres cuencas hidrológicas, la zona centro pertenece a la Cuenca del río Pánuco, la zona norte corresponde a la Cuenca del río Tamesí y un pequeño sector del suroeste a la Cuenca del río Moctezuma, las tres forman parte de la Región hidrológica Pánuco.

### Clima y ecosistemas
El clima del municipio de Pánuco se divide en dos zonas, la mitad este es Cálido subhúmedo con lluvias en verano y la mitad oeste es Cálido subhúmedo; la temperatura media anual de todo el territorio se encuentra 24 y 26 °C; la precipitación promedio anual del sector noroeste del municipio es de 800 a 1,000 mm, del resto del territorio es de 1,000 a 1,200 mm.
La gran mayoría del municipio de Pánuco se encuentra cubierto por pastizal, con presencia de pequeñas zonas de selva en el norte, así como zonas dedicadas a la agricultura a lo largo del cauce del río Pánuco. Las principales especies vegetales son las que corresponden a la selva baja caducifolia y al tular manglar, entre las principales especies animales están armadillos, tejones, mapaches, ardillas, coyotes, halcones, garzas y nauyacas.
| Mapas geográficos de Pánuco |        |
|                             |        |
| Relieve e hidrología        | Climas |

## Demografía
De acuerdo a los resultados del Conteo de Población y Vivienda realizado en 2005 por el Instituto Nacional de Estadística y Geografía, la población total del municipio de Pánuco es de 91,006 personas, de las cuales 45,047 son hombres y 45,959 son mujeres; siendo por tanto el porcentaje de población masculina de 49.5%, la tasa de crecimiento poblacional anual de 2000 a 2005 ha sido del 0.1%, el 30.5% de los pobladores son menores de 15 años de edad, mientras que entre esa edad y los 64 años se encuentra el 62.5%, el 58.3% de la población reside en localidades urbanas de más de 2,500 habitantes y el 1.7% de los pobladores mayores de cinco años de edad son hablantes de alguna lengua indígena.
| Evolución demográfica del municipio de Pánuco |        |        |        |
| 1995                                          | 2000   | 2005   | 2020   |
| 93,414                                        | 90,551 | 91,165 | 96,185 |

### Grupos étnicos
En el municipio de Pánuco, el 1.7% de la población de más de cinco años de edad es hablante de alguna lengua indígena, esto equivale a un total de 1,421 personas, de las cuales 733 son hombres y 688 son mujeres. Un total de 1,308 de ellos son bilingües al idioma español, mientras que solo 10 de declaran hablantes únicamente de su lengua materna y 103 no especifican dicha condición.
La enorme mayoría de los hablantes de lenguas indígenas en Pánuco lo son de Náhuatl, con un total de 774 personas, la segunda concentración es de huasteco con 368 hablantes, además de 34 hablantes de totonaca, 25 de tepehua, y cantidades muy menores de los restantes idiomas, entre los que están: 9 hablantes de lenguas zapotecas, 8 de otomí, 3 de pame, 2 de lenguas mixtecas, 2 de maya, 1 de mixe y 1 de purépecha, existen además 194 personas que no especifican cual es su lengua materna.

### Localidades
El municipio de Pánuco tiene una totalidad de 593 localidades, las principales y su población en 2005 son las siguientes:

Principales localidades del municipio de Pánuco

| Localidad           | Población |
| Total Municipio     | 96,185    |
| Pánuco              | 41,588    |
| Moralillo           | 10,737    |
| Tamos               | 4,484     |
| Guayalejo           | 2,682     |
| Villa Cacalilao     | 2,132     |
| Oviedo              | 1,656     |
| Antonio J. Bermúdez | 1,506     |
| Aquiles Serdán      | 1,292     |
| El Molino           | 1,168     |

## Infraestructura

Comunicaciones e infraestructura del municipio de Pánuco

### Carreteras
El territorio del municipio de Pánuco se encuentra atravesado por las siguientes carreteras:
- Carretera Federal 70.
- Carretera Federal 105.

La Carretera Federal 70 transita por el municipio en un sentido oeste - este, ingresando procedente de la ciudad de Ébano, San Luis Potosí y comunica a poblaciones como Villa Cacalilao, Antonio J. Bermúdez, Tamos y Moralillo, de donde sale del territorio municipal y estatal de Veracruz rumbo a la ciudad de Tampico. La Carretera Federal 105 tiene un sentido norte a sur, ingresa al municipio desde el sur proveniente de El Higo y comunica a las localidades de El Molino y la cabecera municipal, Pánuco, para finalmente entroncar con la carretera 70 en Antonio J. Bermúdez.
En total en el municipio existen 257.7 kilómetros de caminos, de los cuales 129.10 kilómetros son carretera federales pavimentadas, correspondientes a las dos anteriores, 81.3 kilómetros son de carreteras estatales, tanto pavimentadas como revestidas y 47.3 kilómetros son caminos rurales únicamente revestidos.

### Ferrocarril
En el municipio existe una línea de ferrocarril que recorre el territorio en sentido casi paralelo a la Carretera Federal 70, es decir de este a oeste procedente de San Luis Potosí y con dirección a Tampico. La principal estación en Pánuco es Lázaro Cárdenas.

## Política
El gobierno del municipio de Pánuco está a cargo de su Ayuntamiento, que es electo mediante voto universal, directo y secreto para un periodo de tres años que no son renovables para el periodo inmediato posterior pero si forma no continua, está integrado por el presidente municipal, un síndico único y el cabildo conformado por diez regidores, seis electos por mayoría relativa y cuatro por el principio de representación proporcional. Todos entran a ejercer su cargo el día 1 de enero del año siguiente a su elección.

### Representación legislativa
Para la elección de Diputados locales al Congreso de Veracruz y de Diputados federales al Congreso de la Unión, el municipio de Pánuco se encuentra integrado en los siguientes distritos electorales:
Local:
- Distrito electoral local 1 de Veracruz con cabecera en la ciudad de Pánuco.[18]

Federal:
- Distrito electoral federal 1 de Veracruz con cabecera en la ciudad de Pánuco.[19]

### Presidentes municipales
- (1974 - 1976):  Raúl Pazzi Sequera
- (1977 - 1979):  Fortino Vázquez Díaz
- (1980- 1982):  Francisco García Díaz
- (1982 - 1983):  Manuel Silva Villanueva
- (1983 - 1985): C.M.I José Luis Gracia Sánchez
- (1986- 1988):  Fortunato Guzmán Rivera
- (1989- 1991):  Guillermo Díaz Gea
- (1992- 1994):  Olga Lidia Robles Arévalo
- (1995 - 1997):  Francisco Sánchez Toledo
- (1998 - 2000):  Guillermo Díaz Gea
- (2001 - 2004):  Eddie Guzmán de Paz
- (2005 - 2007):  Guillermo Díaz Gea
- (2008 - 2010):  Ricardo García Guzmán
- (2011- 2012):  Zita Beatriz Pazzi Maza
- (2012 - 2013):  Octavia Ortega Arteaga
- (2013 - 2013):  Fortino Vázquez Elorza
- (2014- 2017):  Ricardo García Escalante
- (2018 - 2021):  Fernando Molina Hernández
- (2022 - 2025):  Óscar Guzmán de Paz